# Det är dit vi längtar
Det är dit vi längtar är en roman skriven av Alice Lyttkens utgiven 1937. Det är den sista boken i trilogin om den litterära huvudpersonen Ann Ranmark, och föregås av Det är inte sant (1935) och Det är mycket man måste (1936). 

## Handling
Ann Ranmark är en 34-årig advokat i Stockholm som lever ensam efter att hennes före detta man Göran gått bort. På advokatbyrån jobbar också Olle Hedströmer vilken flera gånger friar till Ann, som dock säger nej på grund av Hedströmers höga alkoholkonsumtion. När sekreteraren fru Gran blir gravid ersätts hon av den unga Ulla Gerving, som Olle förälskar sig i. Han försöker ordna upp sin tillvaro och alkoholkonsumtion, och Ann och medarbetaren Olga Ekstrand blir båda förtjusta i honom. Eftersom han bara har ögon för Ulla bestämmer sig Ekstrand dock för att sluta sitt arbete på byrån. Ann åtar sig en vårdnadstvist där hon skall företräda hustruns intressen, men hon inser ganska snart att hustrun hittat på en massa lögner om sin man – lektor Gunnar Lofvander – som i själva verket är en alldeles hederlig trebarnsfar. Hon lämnar över fallet till Olle och föräldrarna lyckas göra upp i godo. Ann och Gunnar blir förälskade, och Olle och Ulla förlovar sig.